# Dirce Knijnik
Dirce Bauer Knijnik (Rio de Janeiro, 11 de Janeiro de 1929 - Porto Alegre, 3 de Março de 2024) foi uma pianista brasileira. Foi figura de destaque na vida musical de Porto Alegre, tendo sido professora da Universidade Federal do Rio Grande do Sul entre 1965 e 1988. 

## Biografia
Com sólida formação musical, teve seu primeiro contato musical através de aulas com sua irmã, e em seguida com dois pioneiros na Educação Musical no Brasil: Liddy Mignone e Antônio de Sá Pereira. Posteriormente, Dirce estudou com Rossini Freitas na Escola Nacional de Música da Universidade Federal do Rio de Janeiro, finalizando o curso em 1950, com medalha de ouro. 
Dando sequência a sua formação, Dirce Knijnik foi contemplada com bolsa do governo português por ocasião do I Concurso Internacional de Piano Vianna da Motta e teve a oportunidade de estudar com Sequeira Costa. Ainda na Europa, estudou com Carlo Zecchi na Itália. Aperfeiçoou-se com Guiomar Novaes, Tomas Terán e Raymond Lewenthal. 
Após sua estreia internacional no Town Hall de Nova York em 1964, Dirce Knijnik desempenhou intensa carreira artística na América do Sul, Estados Unidos e Europa. Como camerista, tocou ao lado de artistas consagrados como Earl Carlyss, Elisa Fukuda, Marcello Guerschfeld e Hubertus Hoffmann, e também atuou como solista, sob a regência de maestros como Leo Perachi, Alceu Bochino, Eleazar de Carvalho, Jean Jacques Pagnot, Arlindo Teixeira e John Neschling.
Dirce contribuiu para a formação de várias gerações de músicos brasileiros com destaque no seu país e no exterior, e continua ativa na formação de jovens músicos. Entre seus alunos podemos citar: Cristina Ortiz, André Loss, Alessandra Feris, Alexandre Dossin, Ney Fialkow, Dimitri Cervo, Fernando Cordella e Rodolfo Faistauer.  
Possui dois CDs gravados: "Músicas que mamãe gostava", dedicado à obra de Frédéric Chopin e "Presença Musical na UFRGS", CD ao vivo com obras de Bach-Busoni, Brahms, Chopin e Guarnieri.

## Prêmios e indicações

### Prêmio Açorianos
| Ano  | Categoria     | Indicação                 | Resultado |
| ---- | ------------- | ------------------------- | --------- |
| 1999 | Disco Erudito | Músicas que Mamãe Gostava | Indicado  |